# NGC 6031
NGC 6031 est un jeune amas ouvert situé dans la constellation de la Règle. Il a été découvert par l'astronome écossais James Dunlop en 1826.
Selon la classification des amas ouverts de Robert Trumpler, cet amas renferme moins de 50 étoiles (lettre p) dont la concentration est forte (I) et dont les magnitudes se répartissent sur un intervalle moyen (le chiffre 2). Toutefois, selon le catalogue Lynga, les magnitudes se répartissent sur un grand intervalle (le chiffre 3).

## Observation
Avec une magnitude visuelle de 8,5, on peut observer l'amas avec des jumelles dont l'ouverture est de 60 à 70 mm.

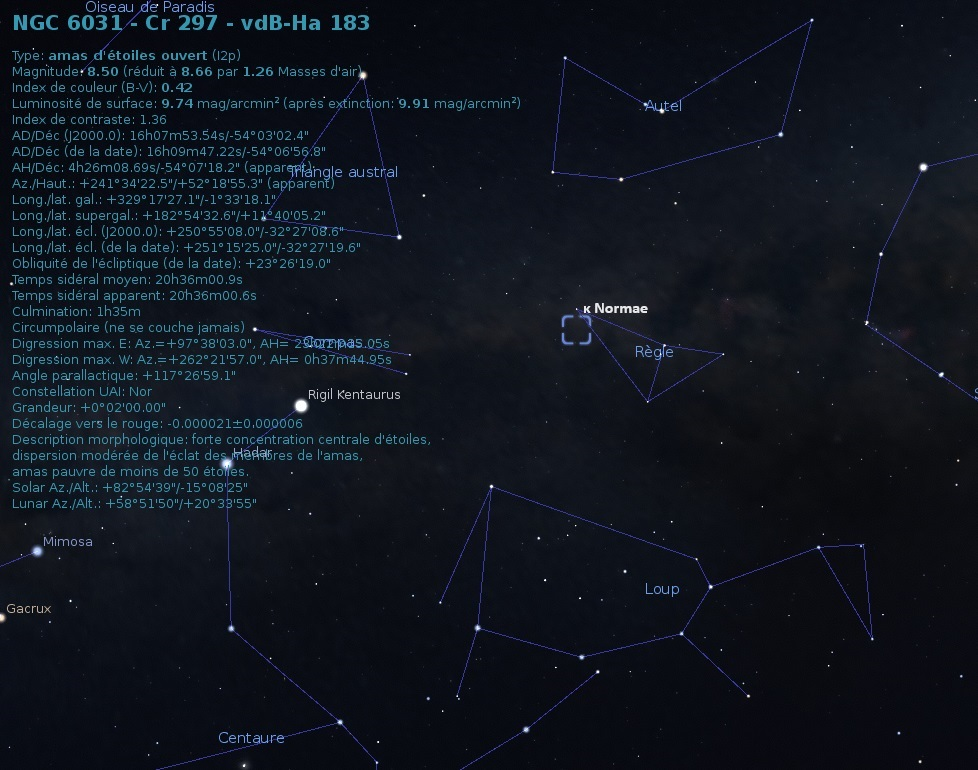
Localisation de NGC 6031 dans la constellation de la Règle. (Stellarium)

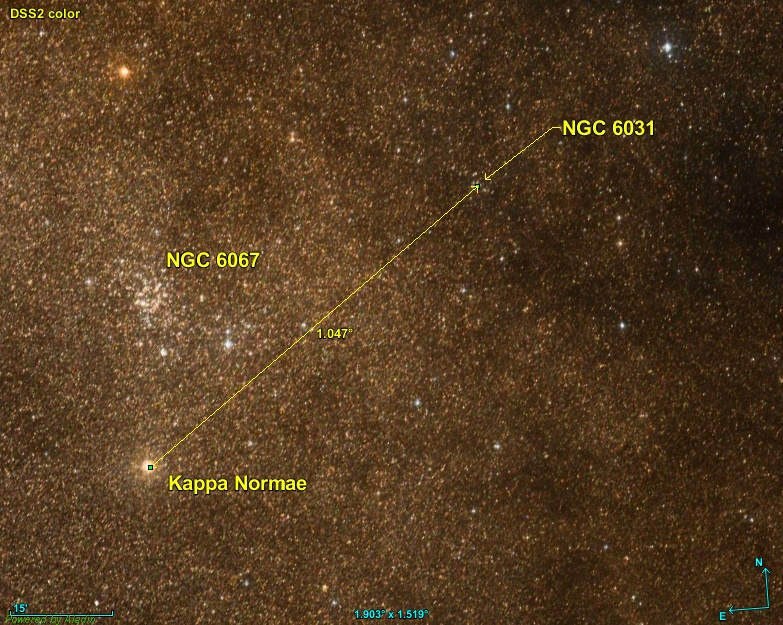
Position de NGC 6031 par rapport à une étoile.

NGC 6031 est situé à environ 1,05 degré au nord-ouest de l'étoile Kappa Normae (en). Un autre amas ouvert, NGC 6067, est situé dans la même région du ciel.

## Caractéristiques
Certaines caractéristiques apparaissent sur la base de données Simbad, mais deux publications très récentes (2022 et 2023) basées sur les mesures réalisées par le satellite Gaia ont permis une mise à jour importante des données. Les données du « GAIA EARLY DATA RELEASE 3 (GAIA EDR3) » ont également permis aux auteurs (Almeida, Monteiro et Dias) de l'une de ces publications d'estimer la masse de 773 amas ouverts, dont celle de NGC 6031 qui est de 527 ± 105 {\displaystyle M_{\odot }}.

### Distance
Selon Almeida et ses collègues, cet amas est à 1 705 ± 30 pc du système solaire. Dans une autre étude réalisée par Dias et al. qui utilise les données de Gaia EDR3 et des images numériques UBVRI, la distance de l'amas est estimée à 1 691 ± 37 pc selon les résultats UBVRI et à 1 674 ± 37 pc selon les données EDR3.
La parallaxe moyenne des étoiles de l'amas a été obtenue des mesures effectuées par le satellite Gaia. Quatre valeurs différentes publiées dans de récents articles (2018 à 2021) sont indiquées sur la base de données Simbad : 0,542 ± 0,031 mas (=1 845 ± 106 pc), 0,545 ± 0,061 mas (=1 835 ± 205 pc), 0,534 ± 0,058 mas (=1 873 ± 203 pc), et 0,534 ± 0,007 mas (=1 873 ± 25 pc).
La valeur moyenne de la parallaxe et son incertitude est égale à 0,538 8 ± 0,039 3 mas, ce qui correspond à une distance de 1856 +146
−126. Cette distance est compatible quoiqu'un peu supérieure à celle proposée par Almeida et ses collègues, ainsi que celle proposée par Dias et al..
Parmi toutes ces distances proposées par ces récentes publications, la plus petite est de 1 637 pc (1674 - 37 pc) et la plus grande est de 2 076 pc (1873 + 203 pc),, d'où une distance de 1 857 ± 220 pc (∼6 060 al).

### Taille et vitesse
Selon les sources, la taille apparente de l'amas 3′, ou 4,8′ (3,9 ± 0,9') ce qui, compte tenu de la distance comprise entre 1 637 pc et 2 076 pc grâce à un calcul simple, équivaut à une taille réelle comprise entre 6,1 ± 1,4 al et 7,68 ± 1,77 al. La taille minimale est donc de 4,66 al et la taille maximale est de 9,45 al d'où 7,1 ± 2,4 al.
Une seule vitesse est indiquée sur Simbad, soit −2,50 ± 1,34 km/s.

### Métallicité
Simbad rapporte deux valeurs de la métallicité, soit 0,000 et 0,108. Selon Almeida et ses collègues, la métallicité de l'amas est égale à 0,137 ± 0,063. Selon cette valeur, le pourcentage d'éléments lourds (plus lourds que l'hydrogène et l'hélium) de cet amas serait compris entre 119% et 158% (100,137 ± 0,063) de celui du Soleil.
Selon Dias et ses collègues, la métallicité de l'amas est de 0,021 ± 0,042 (% éléments lourds entre 95% et 116% de celui du Soleil) selon les résultats UBVRI et de -0,000 ± 0,096 (% éléments lourds entre 80% et 125% de celui du Soleil) selon les données EDR3.

### Âge
Webda et Lynga indiquent un âge de 117 millions d'années (log10=8,069),, ce qui est nettement supérieur à l'âge de 51 +30
−19 Ma proposé par Almeida. Selon Dias et al. l'amas est âgé de 80 +31
−22 Ma (log10=7,620 ± 0,227) selon les résultats UBVRI et de 80 +31
−22 Ma (log10=7,902 ± 0,142) selon les données EDR3. L'âge minimum et maximum de l'amas seraient donc respectivement de 32 Ma et de 111 Ma, soit 72 ± 40 Ma.

## Étoiles

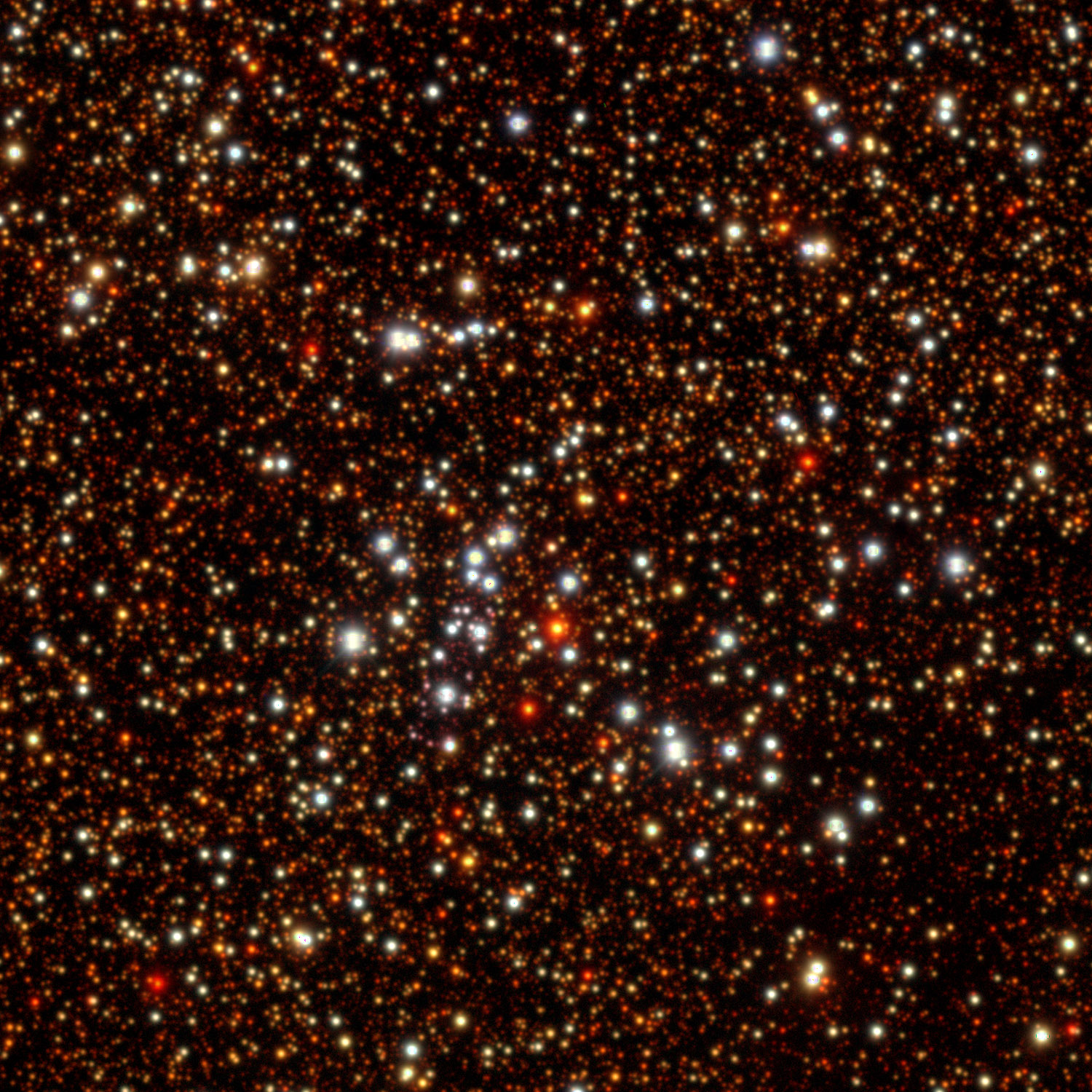
NGC 6031 par le projet « Legacy Surveys DR10 ».

On peut obtenir les données des étoiles situées dans le champ de vision de NGC 6134 de cet amas sur Simbad en utilisant la requête NGC 6031 Num, où Num est un nombre de 1 à 122. Ce sont les données du « GAIA EARLY DATA RELEASE 3 (GAIA EDR3) » qui sont utilisées par Simbad. Les valeurs de la parallaxe, et donc des distances, de 31 étoiles sont inconnues. Pour les autres étoiles, en tenant compte des incertitudes, 44 d'entre elles sont situées à des distances correspondantes à celle de l'amas et elles partagent des mouvements propres semblables.
La distance moyenne de ces 44 étoiles est de 1 858 ± 118 pc (∼6 060 al) et la moyenne de leur mouvement propre en ascension droite et en déclinaison est respectivement égale à −2,058 ± 0,777 mas/an et −3,017 ± 0,501 mas/an. Le tableau est classé selon l'ordre ascendant de la distance, mais vous pouvez changer cela en cliquant dans l'en-tête de l'une ou l'autre des colonnes.
| Num # | Nom          | α                | δ                  | type | P (mas)         | d (pc)      | μα* (mas/an) | μδ* (mas/an) | mV    | Rem      |
| ----- | ------------ | ---------------- | ------------------ | ---- | --------------- | ----------- | ------------ | ------------ | ----- | -------- |
| #61   | NGC 6031 61  | 16h 07m 26,7477s | -54° 01′ 47,6529″  |      | 2,8113 ± 0,0316 | 356 ± 4     | -32,370      | -27,910      | 13,6  | Nm       |
| #113  | NGC 6031 113 | 16h 07m 40,7055s | -54° 03′ 21,9656″  |      | 1,2319 ± 0,0159 | 812 ± 10    | -11,781      | -6,013       | 14,0  | Nm       |
| #104  | NGC 6031 104 | 16h 07m 22,5608s | -54° 03′ 15,2834″  |      | 1,0784 ± 0,0241 | 927 ± 21    | -2,930       | -14,454      | 15,0  | Nm       |
| #55   | NGC 6031 55  | 16h 07m 22,7115s | -54° 00′ 30,4674″  |      | 1,0127 ± 0,014  | 987 ± 14    | -3,278       | -1,712       | 13,3  | Nm       |
| #116  | NGC 6031 116 | 16h 07m 49,8433s | -54° 02′ 42,6548″  |      | 0,9952 ± 0,021  | 1005 ± 21   | 1,118        | -19,929      | 14,8  | Nm       |
| #89   | NGC 6031 89  | 16h 07m 34,1583s | -53° 58′ 01,5791″  |      | 0,8918 ± 0,0247 | 1121 ± 31   | -4,034       | -3,323       | 15,5  | Nm       |
| #73   | NGC 6031 73  | 16h 07m 44,2042s | -54° 01′ 55,7210″  |      | 0,8576 ± 0,0159 | 1166 ± 22   | -1,114       | -0,561       | 13,5  | Nm       |
| #19   | NGC 6031 19  | 16h 07m 36,0939s | -54° 02′ 00,6911″  |      | 0,7982 ± 0,0292 | 1253 ± 46   | -0,578       | -2,340       | 14,9  | Nm       |
| #8    | NGC 6031 8   | 16h 07m 27,5325s | -54° 01′ 12,1392″  |      | 0,7937 ± 0,0323 | 1260 ± 51   | -3,997       | -1,513       | 15,8  | Nm       |
| #84   | NGC 6031 84  | 16h 07m 46,8711s | -53° 58′ 53,2615″  |      | 0,7735 ± 0,0158 | 1293 ± 26   | -8,879       | -6,923       | 12,7  | Nm       |
| #64   | NGC 6031 64  | 16h 07m 28,6544s | -54° 01′ 54,1102″  |      | 0,6775 ± 0,0312 | 1476 ± 68   | -2,717       | -5,094       | 15,7  | Nm       |
| #5    | NGC 6031 5   | 16h 07m 31,7333s | -54° 00′ 34,1180″  |      | 0,6706 ± 0,026  | 1491 ± 58   | -3,929       | -5,811       | 14,31 | Nm       |
| #47   | NGC 6031 47  | 16h 07m 31,5359s | -53° 59′ 05,7610″  |      | 0,6521 ± 0,0159 | 1534 ± 37   | -3,357       | -5,668       | 13,7  | Nm       |
| #91   | NGC 6031 91  | 16h 07m 28,1064s | -53° 58′ 40,8717″  |      | 0,6417 ± 0,0149 | 1558 ± 36   | 4,851        | -3,544       | 14,0  | Nm       |
| #2    | NGC 6031 2   | 16h 07m 35,8186s | -54° 01′ 02,6616″  |      | 0,6165 ± 0,0255 | 1622 ± 67   | -2,006       | -3,074       | 15,0  |          |
| #109  | NGC 6031 109 | 16h 07m 34,9909s | -54° 04′ 12,5145″  |      | 0,6147 ± 0,0239 | 1627 ± 63   | -3,697       | -2,779       | 15,2  |          |
| #79   | NGC 6031 79  | 16h 07m 52,8452s | -54° 00′ 43,6280″  |      | 0,6111 ± 0,0289 | 1636 ± 77   | -10,422      | -6,671       | 16,1  | Nm       |
| #34   | NGC 6031 34  | 16h 07m 45,9063s | -54° 01′ 23,3174″  |      | 0,5944 ± 0,0178 | 1668 ± 50   | -2,174       | -3,075       | 14,1  |          |
| #95   | NGC 6031 95  | 16h 07m 21,5325s | -53° 59′ 31,5348″  |      | 0,5919 ± 0,0261 | 1689 ± 74   | -2,162       | -3,029       | 15,0  |          |
| #12   | CD-53 6413   | 16h 07m 30,4020s | -54° 01′ 39,0701″  | B7   | 0,5763 ± 0,0151 | 1735 ± 45   | -2,215       | -3,042       | 10,58 |          |
| #52   | NGC 6031 52  | 16h 07m 21,1342s | -54° 00′ 18,1823″  |      | 0,5743 ± 0,0313 | 1741 ± 95   | -2,190       | -3,015       | 15,7  |          |
| #45   | NGC 6031 45  | 16h 07m 34,9446s | -53° 58′ 59,6766″  |      | 0,5728 ± 0,0296 | 1746 ± 90   | 1,866        | 0,030        | 15,7  | M?       |
| #44   | NGC 6031 44  | 16h 07m 38,5065s | -53° 58′ 59,3301″  |      | 0,5683 ± 0,016  | 1760 ± 50   | -1,522       | -4,005       | 13,4  |          |
| #122  | NGC 6031 122 | 16h 07m 38,3226s | -54° 00′ 39,2282″  |      | 0,5666 ± 0,0164 | 1765 ± 51   | -2,500       | -3,035       | 13,7  |          |
| #119  | NGC 6031 119 | 16h 07m 53,5127s | -54° 02′ 08,1639″  |      | 0,5643 ± 0,0295 | 1772 ± 93   | -2,188       | -3,045       | 15,7  |          |
| #41   | NGC 6031 41  | 16h 07m 39,3273s | -53° 59′ 34,6119″  |      | 0,563 ± 0,0344  | 1776 ± 109  | -2,492       | -3,272       | 16,0  |          |
| #67   | NGC 6031 67  | 16h 07m 41,4820s | -54° 02′ 46,1349″  |      | 0,5625 ± 0,024  | 1778 ± 76   | -2,235       | -2,994       | 15,4  |          |
| #68   | NGC 6031 68  | 16h 07m 42,7861s | -54° 02′ 31,3222″  |      | 0,5599 ± 0,0205 | 1786 ± 65   | -2,257       | -3,152       | 14,9  |          |
| #29   | NGC 6031 29  | 16h 07m 37,6635s | -54° 00′ 41,6610″  |      | 0,559 ± 0,0159  | 1789 ± 51   | -2,179       | -3,108       | 13,25 |          |
| #97   | NGC 6031 97  | 16h 07m 19,6410s | -53° 59′ 51,0767″  |      | 0,5575 ± 0,0197 | 1794 ± 63   | -1,945       | -2,992       | 14,6  |          |
| #31   | CPD-53 7108  | 16h 07m 37,0372s | -54° 00′ 25,5661″  |      | 0,5561 ± 0,0197 | 1798 ± 64   | -2,296       | -3,108       | 12,21 |          |
| #58   | NGC 6031 58  | 16h 07m 21,4868s | -54° 00′ 43,7696″  |      | 0,5498 ± 0,0246 | 1819 ± 81   | -2,243       | -3,044       | 15,3  |          |
| #14   | NGC 6031 14  | 16h 07m 32,3830s | -54° 01′ 10,0327″  |      | 0,5486 ± 0,0328 | 1823 ± 109  | -2,152       | -2,903       | 15,8  |          |
| #1    | NGC 6031 1   | 16h 07m 34,5416s | -54° 01′ 06,1841″  |      | 0,5482 ± 0,0173 | 1824 ± 58   | -2,400       | -2,916       | 13,87 |          |
| #71   | NGC 6031 71  | 16h 07m 40,7124s | -54° 01′ 46,3770″  |      | 0,548 ± 0,0264  | 1825 ± 88   | -2,220       | -3,056       | 15,2  |          |
| #27   | NGC 6031 27  | 16h 07m 40,6363s | -54° 00′ 47,9772″  |      | 0,5469 ± 0,0346 | 1828 ± 116  | -1,996       | -2,920       | 16,0  |          |
| #53   | NGC 6031 53  | 16h 07m 21,8674s | -54° 00′ 16,33904″ |      | 0,5433 ± 0,0278 | 1841 ± 94   | -2,251       | -3,153       | 15,5  |          |
| #42   | NGC 6031 42  | 16h 07m 38,8430s | -53° 59′ 16,7471″  |      | 0,5425 ± 0,0172 | 1843 ± 58   | -2,156       | -3,240       | 13,9  |          |
| #90   | NGC 6031 90  | 16h 07m 29,2090s | -53° 58′ 32,6354″  |      | 0,5397 ± 0,0234 | 1853 ± 80   | -0,199       | -3,063       | 15,1  |          |
| #32   | NGC 6031 32  | 16h 07m 36,1749s | -54° 00′ 03,1093″  |      | 0,5369 ± 0,0219 | 1863 ± 76   | -2,129       | -3,008       | 14,7  |          |
| #74   | CPD-53 7114  | 16h 07m 42,9692s | -54° 01′ 01,3664″  |      | 0,5361 ± 0,0187 | 1865 ± 65   | -2,298       | -3,019       | 10,96 | Var pul  |
| #39   | NGC 6031 39  | 16h 07m 39,9866s | -54° 00′ 07,6805″  |      | 0,5354 ± 0,0241 | 1868 ± 84   | -2,133       | -3,117       | 14,6  |          |
| #43   | NGC 6031 43  | 16h 07m 38,1689s | -53° 59′ 14,3165″  |      | 0,5346 ± 0,0160 | 1871 ± 56   | -2,169       | -3,073       | 13,6  |          |
| #13   | NGC 6031 13  | 16h 07m 32,2351s | -54° 01′ 26,0070″  |      | 0,5312 ± 0,0192 | 1883 ± 68   | -2,145       | -2,929       | 12,71 |          |
| #76   | NGC 6031 76  | 16h 07m 34,3412s | -53° 59′ 52,6181″  |      | 0,5267 ± 0,0246 | 1899 ± 89   | -2,181       | -3,118       | 15,1  |          |
| #78   | NGC 6031 78  | 16h 07m 55,0889s | -54° 01′ 02,8130″  |      | 0,5251 ± 0,0210 | 1904 ± 76   | -2,216       | -3,065       | 14,7  |          |
| #62   | NGC 6031 62  | 16h 07m 22,9147s | -54° 01′ 58,0296″  |      | 0,5219 ± 0,0152 | 1916 ± 56   | -0,497       | -3,460       | 13,6  |          |
| #9    | NGC 6031 9   | 16h 07m 28,8504s | -54° 01′ 14,2363″  |      | 0,5204 ± 0,0365 | 1922 ± 135  | -2,180       | -3,032       | 16,0  |          |
| #16   | NGC 6031 16  | 16h 07m 34,4708s | -54° 01′ 25,1403″  |      | 0,5204 ± 0,0386 | 1922 ± 143  | -2,178       | -3,138       | 16,0  |          |
| #25   | NGC 6031 25  | 16h 07m 39,1172s | -54° 00′ 57,3638″  |      | 0,5185 ± 0,0199 | 1929 ± 74   | -2,103       | -3,000       | 14,4  |          |
| #57   | NGC 6031 57  | 16h 07m 24,4574s | -54° 00′ 50,3808″  |      | 0,5147 ± 0,0192 | 1943 ± 72   | -2,194       | -3,049       | 14,5  |          |
| #59   | NGC 6031 59  | 16h 07m 26,3815s | -54° 01′ 18,3383″  |      | 0,5021 ± 0,0229 | 1992 ± 91   | -2,188       | -3,011       | 14,7  |          |
| #48   | NGC 6031 48  | 16h 07m 29,3445s | -53° 59′ 26,9989″  |      | 0,4996 ± 0,0323 | 2002 ± 129  | -2,287       | -3,057       | 15,8  |          |
| #4    | NGC 6031 4   | 16h 07m 34,5503s | -54° 00′ 41,5530″  |      | 0,4987 ± 0,0136 | 2005 ± 55   | -2,260       | -2,945       | 12,90 |          |
| #22   | NGC 6031 22  | 16h 07m 39,3336s | -54° 01′ 19,9554″  |      | 0,4949 ± 0,0152 | 2021 ± 62   | -2,416       | -3,047       | 12,30 |          |
| #38   | CPD-53 7112  | 16h 07m 41,7339s | -54° 00′ 28,2395″  |      | 0,4941 ± 0,013  | 2024 ± 53   | -2,252       | -2,896       | 12,55 |          |
| #100  | NGC 6031 100 | 16h 07m 19,4606s | -54° 00′ 35,3325″  | A1   | 0,4941 ± 0,0186 | 2024 ± 76   | -2,775       | -3,373       | 11,58 | Emis lin |
| #30   | NGC 6031 30  | 16h 07m 38,2077s | -54° 00′ 32,8558″  |      | 0,4899 ± 0,0134 | 2041 ± 56   | -2,360       | -3,076       | 12,40 |          |
| #7    | NGC 6031 7   | 16h 07m 28,4103s | -54° 01′ 01,3789″  |      | 0,4797 ± 0,0429 | 2085 ± 186  | -2,305       | -2,983       | 12,98 |          |
| #118  | NGC 6031 118 | 16h 07m 47,9263s | -54° 02′ 14,8007″  |      | 0,4672 ± 0,0303 | 2140 ± 139  | -1,516       | -3,384       | 15,0  |          |
| #99   | NGC 6031 99  | 16h 07m 16,2173s | -54° 00′ 03,0553″  |      | 0,4651 ± 0,0152 | 2150 ± 70   | -2,067       | -5,076       | 14,1  | Nm       |
| #108  | NGC 6031 108 | 16h 07m 34,2311s | -54° 03′ 37,1556″  |      | 0,4512 ± 0,0175 | 2216 ± 86   | -0,573       | 0,859        | 14,0  | Nm       |
| #23   | NGC 6031 23  | 16h 07m 39,6270s | -54° 01′ 06,3625″  |      | 0,4435 ± 0,026  | 2255 ± 132  | -1,495       | -2,544       | 15,3  | Nm       |
| #56   | NGC 6031 56  | 16h 07m 24,0976s | -54° 00′ 34,9076″  |      | 0,4405 ± 0,0391 | 2270 ± 202  | -12,449      | -10,720      | 14,4  | Nm       |
| #69   | NGC 6031 69  | 16h 07m 42,8197s | -54° 02′ 21,4461″  |      | 0,435 ± 0,0295  | 2299 ± 156  | -4,695       | -2,651       | 15,9  | Nm       |
| #110  | NGC 6031 110 | 16h 07m 35,7540s | -54° 04′ 05,5547″  |      | 0,4248 ± 0,0307 | 2354 ± 170  | -6,918       | -4,654       | 15,2  | Nm       |
| #26   | NGC 6031 26  | 16h 07m 41,2253s | -54° 00′ 54,3079″  |      | 0,4137 ± 0,017  | 2417 ± 99   | -3,870       | -4,410       | 13,88 | Nm       |
| #117  | NGC 6031 117 | 16h 07m 53,3387s | -54° 02′ 27,9106″  |      | 0,4055 ± 0,0268 | 2466 ± 163  | -3,216       | -2,448       | 15,8  | Nm       |
| #24   | NGC 6031 24  | 16h 07m 38,0411s | -54° 00′ 58,3754″  |      | 0,4034 ± 0,0146 | 2479 ± 90   | -3,398       | -4,476       | 13,15 | Nm       |
| #107  | NGC 6031 107 | 16h 07m 31,3260s | -54° 03′ 49,1832″  |      | 0,3962 ± 0,0147 | 2524 ± 94   | -0,548       | -0,968       | 13,9  | Nm       |
| #106  | NGC 6031 106 | 16h 07m 27,4508s | -54° 03′ 52,7062″  |      | 0,3949 ± 0,0211 | 2532 ± 135  | -4,036       | -4,802       | 14,6  | Nm       |
| #21   | NGC 6031 21  | 16h 07m 39,1994s | -54° 01′ 37,5790″  |      | 0,3914 ± 0,0187 | 2555 ± 122  | -0,861       | 2,256        | 14,8  | Nm       |
| #81   | NGC 6031 81  | 16h 07m 48,4206s | -53° 59′ 09,9453″  |      | 0,3908 ± 0,0248 | 2559 ± 162  | -1,831       | -3,378       | 16,2  | Nm       |
| #112  | NGC 6031 112 | 16h 07m 38,7825s | -54° 03′ 11,9796″  |      | 0,3683 ± 0,0223 | 2715 ± 164  | -0,291       | -1,249       | 15,9  | Nm       |
| #54   | NGC 6031 54  | 16h 07m 24,6088s | -54° 00′ 23,3206″  |      | 0,3652 ± 0,0253 | 2738 ± 190  | -2,485       | -4,606       | 15,6  | Nm       |
| #51   | NGC 6031 51  | 16h 07m 25,5552s | -53° 59′ 52,0036″  |      | 0,3597 ± 0,034  | 2780 ± 263  | -0,452       | -1,788       | 15,5  | Nm       |
| #94   | NGC 6031 94  | 16h 07m 20,5654s | -53° 59′ 19,7496″  |      | 0,3564 ± 0,0187 | 2806 ± 147  | -1,519       | -3,190       | 14,5  | Nm       |
| #80   | NGC 6031 80  | 16h 07m 55,4722s | -54° 00′ 44,7216″  |      | 0,3496 ± 0,0326 | 2860 ± 267  | -2,147       | -2,031       | 16,0  | Nm       |
| #85   | NGC 6031 85  | 16h 07m 45,4635s | -53° 58′ 38,7372″  |      | 0,3486 ± 0,0249 | 2869 ± 205  | -3,556       | -4,500       | 15,1  | Nm       |
| #96   | NGC 6031 96  | 16h 07m 21,8295s | -53° 59′ 37,7283″  |      | 0,3456 ± 0,0219 | 2894 ± 183  | -4,068       | -4,404       | 15,0  | Nm       |
| #65   | NGC 6031 65  | 16h 07m 29,4579s | -54° 02′ 14,2986″  |      | 0,3443 ± 0,0193 | 2904 ± 163  | -1,869       | -4,484       | 14,4  | Nm       |
| #50   | NGC 6031 50  | 16h 07m 26,1376s | -53° 59′ 45,8940″  |      | 0,3379 ± 0,0172 | 2959 ± 151  | -1,445       | -2,270       | 13,8  | Nm       |
| #40   | NGC 6031 40  | 16h 07m 41,2094s | -53° 59′ 17,8849″  |      | 0,3343 ± 0,0268 | 2991 ± 240  | -2,830       | -3,216       | 11,3  | Nm       |
| #87   | NGC 6031 87  | 16h 07m 36,5520s | -53° 58′ 03,7679″  |      | 0,3325 ± 0,0157 | 3008 ± 142  | -3,616       | -3,993       | 13,3  | Nm       |
| #6    | NGC 6031 6   | 16h 07m 30,3214s | -54° 00′ 43,8420″  |      | 0,3251 ± 0,0279 | 3076 ± 264  | -4,251       | -4,621       | 15,9  | Nm       |
| #70   | NGC 6031 70  | 16h 07m 39,6645s | -54° 02′ 19,5422″  |      | 0,3129 ± 0,0292 | 3196 ± 298  | -2,445       | -4,931       | 15,5  | Nm       |
| #120  | NGC 6031 120 | 16h 07m 55,4447s | -54° 01′ 35,1624″  |      | 0,3034 ± 0,0211 | 3296 ± 229  | -2,699       | -3,064       | 15,8  | Nm       |
| #15   | NGC 6031 15  | 16h 07m 33,9283s | -54° 01′ 17,6204″  |      | 0,3012 ± 0,0313 | 3320 ± 345  | -2,139       | -3,222       | 15,8  | Nm       |
| #98   | NGC 6031 98  | 16h 07m 16,2648s | -53° 59′ 41,4486″  |      | 0,2908 ± 0,0517 | 3439 ± 611  | -1,238       | -3,528       | 15,8  | Nm       |
| #46   | NGC 6031 46  | 16h 07m 33,9432s | -53° 59′ 07,8028″  |      | 0,1655 ± 0,0288 | 6042 ± 1051 | -5,025       | -5,690       | 16,1  | Nm       |
| #3    | NGC 6031 3   | 16h 07m 35,0343s | -54° 00′ 57,1785″  |      | 0,1557 ± 0,0536 | 6423 ± 2211 | -3,792       | -3,358       | 16,1  | Nm       |

- Nm = Non membre
- Var pul = Variable pulsante
- Emis lin = Étoile à raie spectrale en émission (en)

Simbad montre aussi un bouton nommé Children. En cliquant sur ce bouton, on atteint une section de cette base de données qui renferme un tableau contenant 134 entrées pour NGC 6031. Cependant, des étoiles (les Children) peuvent apparaître plusieurs fois dans la deuxième colonne du tableau, d'où le nombre de liens bibliographiques qui est supérieure au nombre d'étoiles. La quatrième colonne de ce tableau indique la probabilité que l'étoile appartienne à l'amas. En cliquant sur le titre de cette colonne, on peut classer la probabilité par ordre croissant ou décroissant. En cliquant sur la désignation de l'étoile, on atteint la page de Simbad qui résume ses propriétés.